# Barnahus
El model Barnahus (“casa dels nens” en islandès) és un model d'atenció integral on tots els departaments que intervenen en un cas d'abús sexual infantil es coordinen i treballen al mateix espai per atendre a la víctima. Així doncs, es tracta d'una casa adaptada per a nens i que, per tant, no s'assembla a una comissaria o un hospital (és un entorn agradable i amable, que proporciona seguretat i confiança, i amb el qual es tracta que la situació sigui la menys traumàtica possible). Els professionals que hi treballen, doncs, estan especialitzats en victimologia infantil i en la seva intervenció s'inclou l'avaluació psicosocial, la investigació policial, l'exploració medicoforense i l'entrevista exploratòria i forense. Les intervencions tenen lloc tant en casos de sospita com en casos ja revelats. Aquest model s'aplica als Estats Units i el nord d'Europa des de fa anys (des del 1985 als Estats Units i al nord d'Europa des del 1998 en endavant), i és un model que pretén evitar que el nen o nena víctima no hagi de desplaçar-se pels diferents serveis implicats en el cas, ja que els té a tots al mateix lloc, i, per tant, evitar que hagi d'explicar la seva història en múltiples ocasions, prevenint així la revictimització o victimització secundària i minimitzant la contaminació del testimoni.

## Barnahus a Catalunya
Des del 2020, ha començat a aplicar-se aquest model per primer cop a Catalunya (i també per primera vegada a Espanya), concretament a Tarragona. Davant de l'èxit d'aquest projecte a Tarragona, el Departament de Drets Socials vol crear una xarxa de Barnahus, amb un total de 13 centres arreu del territori català. Ara per ara, es destinaran 700.000 € a la construcció d'una d'aquestes cases a Lleida. A Catalunya, aquest projecte va estar impulsat principalment per Save the Children i ja existeix una xarxa europea de Barnahus anomenada projecte Promise.

## Efectivitat
Les dades extretes des de la implementació d'aquest model demostren que no només és efectiu quant al tracte que rep el nen o nena víctima, sinó que també el nombre de casos en què l'agressor ha estat acusat s'han triplicat.

## L'equip professional als Barnahus de Catalunya
Els professionals implicats en el model Barnahus són els següents:
- Equip psicosocial (psicòlegs i treballadors socials), que treballen tota la jornada al centre. Té el suport de la Unitat de Detecció i Prevenció del Maltractament Infantil (UDEPMI).
- Professionals que s'hi desplacen quan cal:

– Mossos d'Esquadra del Grup d'Atenció a la Víctima (GAV) o de l'Equip d'Investigació.
– Serveis mèdics (pediatria, ginecologia i medicina forense).
– Equip d'Assessorament Tècnic Penal (EATP) del Departament de Justícia, encarregat de la prova preconstituïda.
– Equip d'Assessorament Tècnic de Menors.
– Psicòlegs clínics especialitzats en abusos sexuals.

## Noves formes de teràpia al Barnahus de Tarragona
Els infants i adolescents víctimes de violència sexual del Barnahus de Tarragona podran fer teràpia amb gossos, a causa del projecte Huscan impulsat per la Direcció General d'Atenció a la Infància i l'Adolescència (DGAIA) del Departament de Drets Socials i la Fundació Affinity. Aquestes teràpies es fan amb gossos que han estat rescatats de situacions de maltractament i d'abandonament i que, actualment, ajuden a persones en situació de vulnerabilitat.